# Véda (keresztnév)
A Véda szanszkrit (óind) eredetű női név, jelentése bölcsesség.

## Gyakorisága
Az 1990-es években szórványos név, a 2000-es években nem szerepel a 100 leggyakoribb női név között.

## Névnapok
ajánlott névnap
- április 30.[2]